# Canadian Premier League 2022
La Canadian Premier League 2022 fue la cuarta edición de la Canadian Premier League, la primera división del fútbol de Canadá. El Pacific fue el campeón defensor luego de derrotar a Forge por el marcador de 1:0 en la final.
La temporada comenzó el 7 de abril y terminó el 30 de octubre.

## Sistema de disputa
Los 8 equipos jugaron la fase regular en sistema de todos contra todos 4 veces totalizando 28 partidos. Al término de la fase regular los cuatro primeros clasificados jugaron los playoffs. En la ronda de los playoffs estuvo conformada en fase de semifinales con partidos de ida y vuelta. Los ganadores jugaron la final donde se decidió al campeón.

## Equipos participantes
| Equipo          | Ciudad                       | Estadio            | Capacidad | Fundación | Títulos | Subtítulos | Proovedor | Patrocinador |
| --------------- | ---------------------------- | ------------------ | --------- | --------- | ------- | ---------- | --------- | ------------ |
| Atlético Ottawa | Ottawa, Ontario              | Estadio TD Place   | 24 000    | 2020      | —       | —          |           |              |
| Cavalry         | Calgary, Alberta             | ATCO Field         | 6000      | 2018      | —       | 1          |           |              |
| Edmonton        | Edmonton, Alberta            | Clarke Stadium     | 5100      | 2009      | —       | —          |           |              |
| Forge           | Hamilton, Ontario            | Tim Hortons Field  | 10 016    | 2017      | 2       | 1          |           |              |
| HFX Wanderers   | Halifax, Nueva Escocia       | Wanderers Grounds  | 6200      | 2018      | —       | 1          |           |              |
| Pacific         | Langford, Columbia Británica | Estadio Westhills  | 6500      | 2018      | 1       | —          |           |              |
| Valour          | Winnipeg, Manitoba           | IG Field           | 33 234    | 2017      | —       | —          |           |              |
| York United     | York, Ontario                | York Lions Stadium | 8000      | 2018      | —       | —          |           |              |

### Equipos por entidad federativa
| Provincia          | N.º | Equipos                             |
| ------------------ | --- | ----------------------------------- |
| Ontario            | 3   | Atlético Ottawa, Forge, York United |
| Alberta            | 2   | Calvary, Edmonton                   |
| Columbia Británica | 1   | Pacific                             |
| Manitoba           | 1   | Valour                              |
| Nueva Escocia      | 1   | HFX Wanderers                       |

## Temporada regular

### Clasificación
| Pos. | Equipo          | Pts. | PJ | G  | E  | P  | GF | GC | Dif. | Clasificación           |
| ---- | --------------- | ---- | -- | -- | -- | -- | -- | -- | ---- | ----------------------- |
| 1    | Atlético Ottawa | 49   | 28 | 13 | 10 | 5  | 36 | 29 | +7   | Avanzan a los Play-offs |
| 2    | Forge (C)       | 47   | 28 | 14 | 5  | 9  | 47 | 25 | +22  | Avanzan a los Play-offs |
| 3    | Cavalry         | 47   | 28 | 14 | 5  | 9  | 39 | 33 | +6   | Avanzan a los Play-offs |
| 4    | Pacific         | 46   | 28 | 13 | 7  | 8  | 36 | 33 | +3   | Avanzan a los Play-offs |
| 5    | Valour          | 37   | 28 | 10 | 7  | 11 | 36 | 34 | +2   |                         |
| 6    | York United     | 34   | 28 | 9  | 7  | 12 | 31 | 37 | −6   |                         |
| 7    | HFX Wanderers   | 29   | 28 | 8  | 5  | 15 | 24 | 38 | −14  |                         |
| 8    | Edmonton        | 20   | 28 | 4  | 8  | 16 | 31 | 51 | −20  |                         |

 Fuente: Sitio oficial

### Resultados
| Local \ Visitante | OTA | CAL | EDM | FOR | HFX | PAC | VAL | YOR |
| ----------------- | --- | --- | --- | --- | --- | --- | --- | --- |
| Atlético Ottawa   | —   | 1–0 | 2–1 | 0–4 | 1–0 | 0–1 | 1–6 | 0–0 |
| Cavalry           | 0–3 | —   | 3–1 | 1–2 | 1–0 | 2–0 | 2–1 | 0–1 |
| Edmonton          | 1–2 | 0–3 | —   | 3–4 | 1–2 | 0–0 | 1–1 | 1–1 |
| Forge             | 1–1 | 2–2 | 3–0 | —   | 1–0 | 3–0 | 0–1 | 1–3 |
| HFX Wanderers     | 0–2 | 2–2 | 3–1 | 0–4 | —   | 1–0 | 1–0 | 1–0 |
| Pacific           | 1–0 | 3–3 | 2–1 | 2–1 | 2–1 | —   | 3–2 | 0–0 |
| Valour            | 0–1 | 2–4 | 1–1 | 1–0 | 0–0 | 1–2 | —   | 1–0 |
| York United       | 2–2 | 2–0 | 3–2 | 1–0 | 0–1 | 0–0 | 1–3 | —   |

| Local \ Visitante | OTA | CAL | EDM | FOR | HFX | PAC | VAL | YOR |
| ----------------- | --- | --- | --- | --- | --- | --- | --- | --- |
| Atlético Ottawa   | —   | 1–1 | 0–0 | 0–0 | 3–2 | 2–1 | 1–1 | 2–2 |
| Cavalry           | 1–3 | —   | 2–0 | 2–1 | 3–0 | 0–1 | 2–1 | 1–0 |
| Edmonton          | 1–0 | 0–1 | —   | 1–1 | 3–2 | 2–3 | 3–1 | 3–0 |
| Forge             | 0–1 | 2–1 | 5–1 | —   | 1–0 | 0–1 | 3–1 | 2–0 |
| HFX Wanderers     | 1–2 | 0–0 | 1–1 | 0–3 | —   | 0–2 | 1–0 | 2–4 |
| Pacific           | 1–1 | 3–0 | 1–0 | 1–1 | 0–3 | —   | 2–2 | 1–3 |
| Valour            | 1–1 | 2–0 | 1–1 | 1–0 | 1–0 | 1–0 | —   | 2–0 |
| York United       | 0–3 | 0–1 | 3–1 | 0–2 | 0–0 | 2–4 | 3–1 | —   |

## Play-offs

### Cuadro de desarrollo
|  | Semifinales | Semifinales     | Semifinales | Semifinales | Semifinales |   |                 | Final           | Final | Final |  |
|  |             |                 |             |             |             |   |                 |                 |       |       |  |
|  |             |                 |             |             |             |   |                 |                 |       |       |  |
|  | 1           | Atlético Ottawa | 2           | 1           | 3           |   |                 |                 |       |       |  |
|  | 1           | Atlético Ottawa | 2           | 1           | 3           |   |                 |                 |       |       |  |
|  | 4           | Pacific         | 0           | 1           | 1           |   |                 |                 |       |       |  |
|  | 4           | Pacific         | 0           | 1           | 1           |   | Atlético Ottawa | Atlético Ottawa | 0     |       |  |
|  |             |                 |             |             |             |   | Atlético Ottawa | Atlético Ottawa | 0     |       |  |
|  |             |                 | Forge       | Forge       | 2           |   |                 |                 |       |       |  |
|  | 2           | Forge           | Forge       | Forge       | 2           | 1 | 2               | 3               |       |       |  |
|  | 2           | Forge           |             |             |             | 1 | 2               | 3               |       |       |  |
|  | 3           | Cavalry         | 1           | 1           | 2           |   |                 |                 |       |       |  |
|  | 3           | Cavalry         | 1           | 1           | 2           |   |                 |                 |       |       |  |
|  |             |                 |             |             |             |   |                 |                 |       |       |  |

### Semifinales
| Ida; 15 de octubre | Pacific | 0 – 2   | Atlético Ottawa              | Estadio Westhills, Columbia Británica                    |                                                          |
| 19:00 (UTC-4)      |         | Reporte | - Tabla 79' - Verhoven 90+5' | Asistencia: 3759 espectadores Árbitro(s): Mathieu Souaré | Asistencia: 3759 espectadores Árbitro(s): Mathieu Souaré |

| Vuelta; 23 de octubre | Atlético Ottawa | 1 – 1 (Global 3 – 1) | Pacific              | Estadio TD Place, Ottawa                                       |                                                                |
| 14:00 (UTC-4)         | Shaw 83'        | Reporte              | Meilleur-Giguère 28' | Asistencia: 8428 espectadores Árbitro(s): Pierre Luce Lauziere | Asistencia: 8428 espectadores Árbitro(s): Pierre Luce Lauziere |

| Ida; 15 de octubre | Cavalry   | 1 – 1   | Forge      | ATCO Field, Alberta                                  |                                                      |
| 16:00 (UTC-4)      | Klomp 42' | Reporte | Pacius 47' | Asistencia: 3179 espectadores Árbitro(s): Alain Ruch | Asistencia: 3179 espectadores Árbitro(s): Alain Ruch |

| Vuelta; 23 de octubre | Forge                               | 2 – 1 (Global 3 – 2) | Cavalry   | Tim Hortons Field, Hamilton                            |                                                        |
| 17:00 (UTC-4)         | - Choinière 69' - Pacius 75' (pen.) | Reporte              | Bevan 78' | Asistencia: 7133 espectadores Árbitro(s): Yusri Rudolf | Asistencia: 7133 espectadores Árbitro(s): Yusri Rudolf |

### Final
| 30 de octubre | Atlético Ottawa | 0 – 2   | Forge                            | Estadio TD Place, Ottawa                                |                                                         |
| 18:00 (UTC-4) |                 | Reporte | - Hojabrpour 28' - Choinière 78' | Asistencia: 14 992 espectadores Árbitro(s): Filip Dujic | Asistencia: 14 992 espectadores Árbitro(s): Filip Dujic |

|                           |
| Bandera de Canadá         |
| Campeón Forge 3.er título |

## Goleadores
- Actualizado el 10 de septiembre de 2022

| Jugador          | Equipo        | Goles |
| ---------------- | ------------- | ----- |
| Alejandro Díaz   | Pacific       | 13    |
| Osaze de Rosario | York United   | 11    |
| Woobens Pacius   | Forge         | 10    |
| Samuel Salter    | HFX Wanderers | 10    |
| Moses Dyer       | Valour        | 9     |